# Кызыл-Суу (Джалал-Абад)
Кызыл-Суу (кирг. Кызыл-Суу) — село в Джалал-Абадской области Кыргызстана. Административно подчинено администрации города Джалал-Абад.

## География
Село расположено в юго-восточной части области, на левом берегу реки Кёгарт, на расстоянии приблизительно 6 километров (по прямой) к северу от города Джалал-Абад.

## Население
Согласно оценочным данным Национального статистического комитета Кыргызской Республики, численность населения села на начало 2023 года составляла 511 человек.
| год     | 2009 | 2014 | 2015 | 2020 | 2021 | 2023 |
| ------- | ---- | ---- | ---- | ---- | ---- | ---- |
| человек | 691  | 1074 | 755  | 611  | 609  | 511  |